# Atletica leggera femminile ai Giochi della XVI Olimpiade
Ai Giochi della XVI Olimpiade di Melbourne 1956 sono stati assegnati 9 titoli nell'atletica leggera femminile.

## Calendario
| Gare   |       |   |       |          |             |       |       |                   |   |   |  |  |
|        | 100 m |   | 100 m | 80 m ost | 80 m ost    | 200 m | 200 m | Staffetta 4x100 m | 9 |   |  |  |
|        |       |   |       | Lungo    |             |       |       | Alto              | 9 |   |  |  |
| Disco  |       |   |       |          | Giavellotto |       | Peso  |                   | 9 |   |  |  |
|        |       |   |       |          |             |       |       |                   |   |   |  |  |
| Titoli | 1     | - | -     | 1        | 1           | 2     | -     | 2                 | 2 | 9 |  |  |

|  | Qualificazioni |  | Finali |

Domenica si osserva un turno di riposo poiché è il giorno festivo (come a Londra 1948).

## Nuovi record
I tre record mondiali sono, per definizione, anche record olimpici.
| Nuovo record mondiale in       | 3 specialità: | Alto, Lungo e 4x100.                          |
| Nuovo record olimpico in altre | 6 specialità: | 100 m, 200 m, 80h, Peso, Disco e Giavellotto. |

## Risultati delle gare
| Specialità | Oro                                                                   | Risultato    | Argento                                                             | Risultato    | Bronzo                                                                 | Risultato     | Dettagli            |
| --- | --------------------------------------------------------------------- | ------------ | ------------------------------------------------------------------- | ------------ | ---------------------------------------------------------------------- | ------------- | ------------------- |
| 100 m | Betty Cuthbert                                                        | 11"5 (11"82) | Christa Stubnick                                                    | 11"7 (11"92) | Marlene Mathews                                                        | 11"7 (11"94)  | Classifica completa |
| 200 m | Betty Cuthbert                                                        | 23"4 (23"55) | Christa Stubnick                                                    | 23"7 (23"89) | Marlene Mathews                                                        | 23"8 (24"10)  | Classifica completa |
| 80 m ostacoli | Shirley Strickland                                                    | 10"7 (10"96) | Gisela Köhler                                                       | 10"9 (11"12) | Norma Thrower                                                          | 11"0 (11"25)  | Classifica completa |
| Salto in alto | Mildred McDaniel                                                      | 1,76 m       | Thelma Hopkins Marija Pisareva                                      | 1,67 m       | Non assegnato                                                          | Non assegnato | Classifica completa |
| Salto in lungo | Elżbieta Krzesińska                                                   | 6,35 m       | Willye White                                                        | 6,09 m       | Nadežda Chnykina                                                       | 6,07 m        | Classifica completa |
| Getto del peso | Tamara Tyškevič                                                       | 16,59        | Galina Zybina                                                       | 16,53 m      | Marianne Werner                                                        | 15,61 m       | Classifica completa |
| Lancio del disco | Olga Fikotová                                                         | 53,69        | Irina Begljakova                                                    | 52,54 m      | Nina Romaškova                                                         | 52,02 m       | Classifica completa |
| Lancio del giavellotto | Inese Jaunzeme                                                        | 53,86 m      | Marlene Ahrens                                                      | 50,38 m      | Nadežda Konjaeva                                                       | 50,28 m       | Classifica completa |
| Staffetta 4×100 m | Australia Norma Croker Betty Cuthbert Fleur Mellor Shirley Strickland | 44"5 (44"65) | Regno Unito Heather Armitage Anne Pashley June Foulds Jean Scrivens | 44"7 (44"70) | Stati Uniti Isabelle Daniels Mae Faggs Margaret Matthews Wilma Rudolph | 44"9 (45"04)  | Classifica completa |
| record mondiale; record olimpico; record mondiale stagionale; record africano; record asiatico; record europeo; record nord-centroamericano e caraibico; record sudamericano; record oceaniano; record nazionale; record personale; record personale stagionale. |                                                                       |              |                                                                     |              |                                                                        |               |                     |

Statistiche
Delle sette vincitrici di gare individuali ad Helsinki (Marjorie Jackson trionfò su 100 e 200 metri), tre atlete, tra cui la stessa Jackson, hanno abbandonato l'attività agonistica. Le rimanenti quattro si presentano a Melbourne per difendere il titolo. Di esse solo Shirley Strickland riesce a confermarsi.

Sono solamente due le primatiste mondiali che vincono la loro gara a Melbourne: Betty Cuthbert nei 200 metri ed Elżbieta Krzesińska nel Salto in lungo.